# Zichtau
Zichtau is een plaats en voormalige gemeente in de Duitse deelstaat Saksen-Anhalt, en maakt deel uit van de Landkreis Altmarkkreis Salzwedel.
Zichtau telde begin 2022 206 inwoners. Het is een Ortschaft in het noorden van de gemeente Gardelegen.

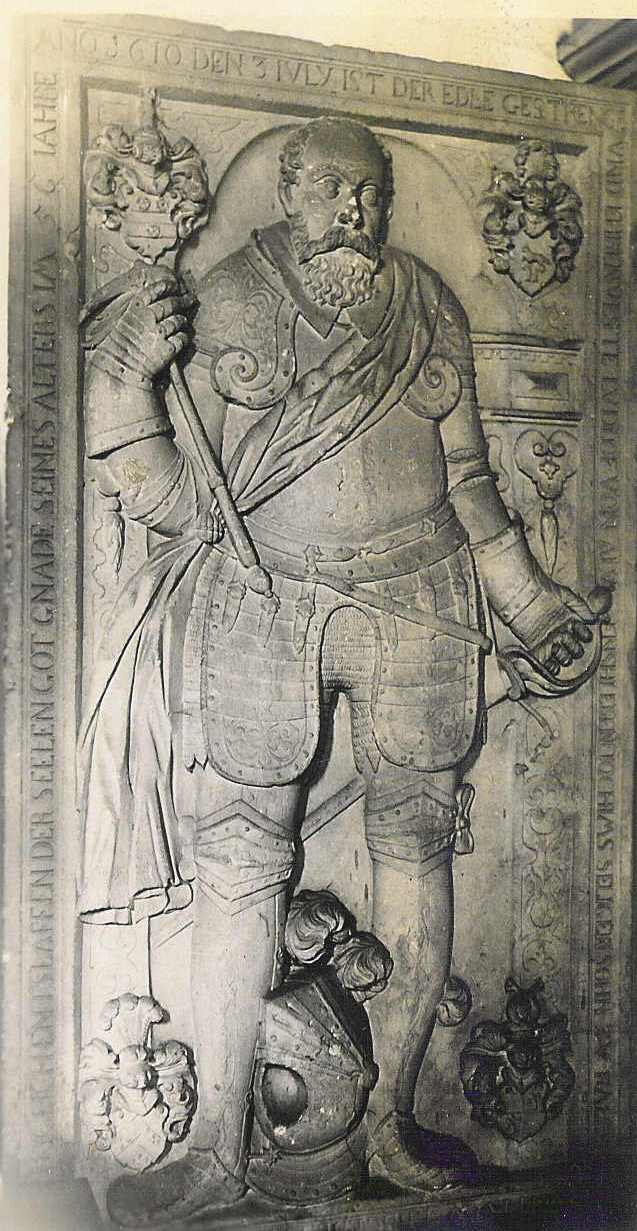
Grafsteen in de kerk van Zichtau  Ludolf XIII von Alvensleben, overleden in 1610
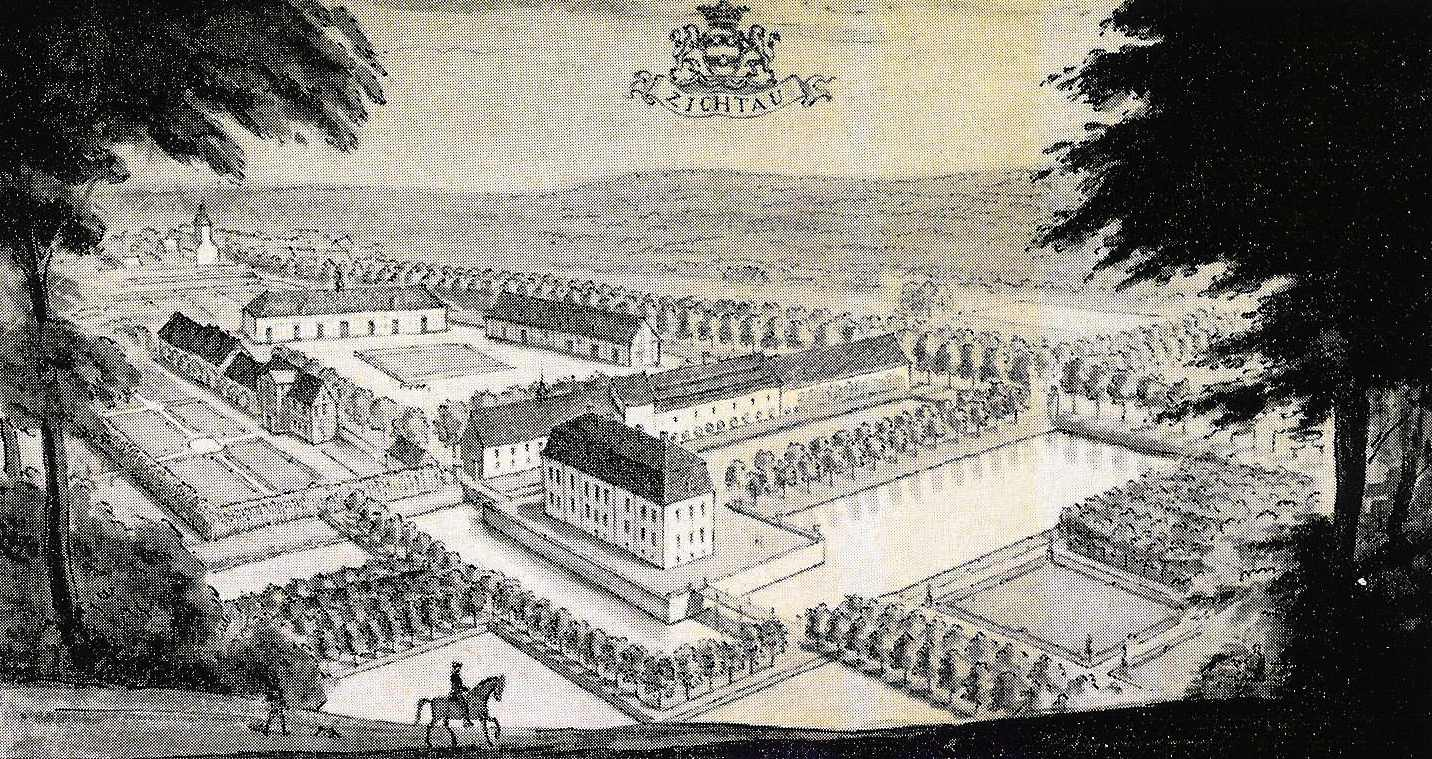
Landgoed Zichtau, tekening van omstreeks 1750
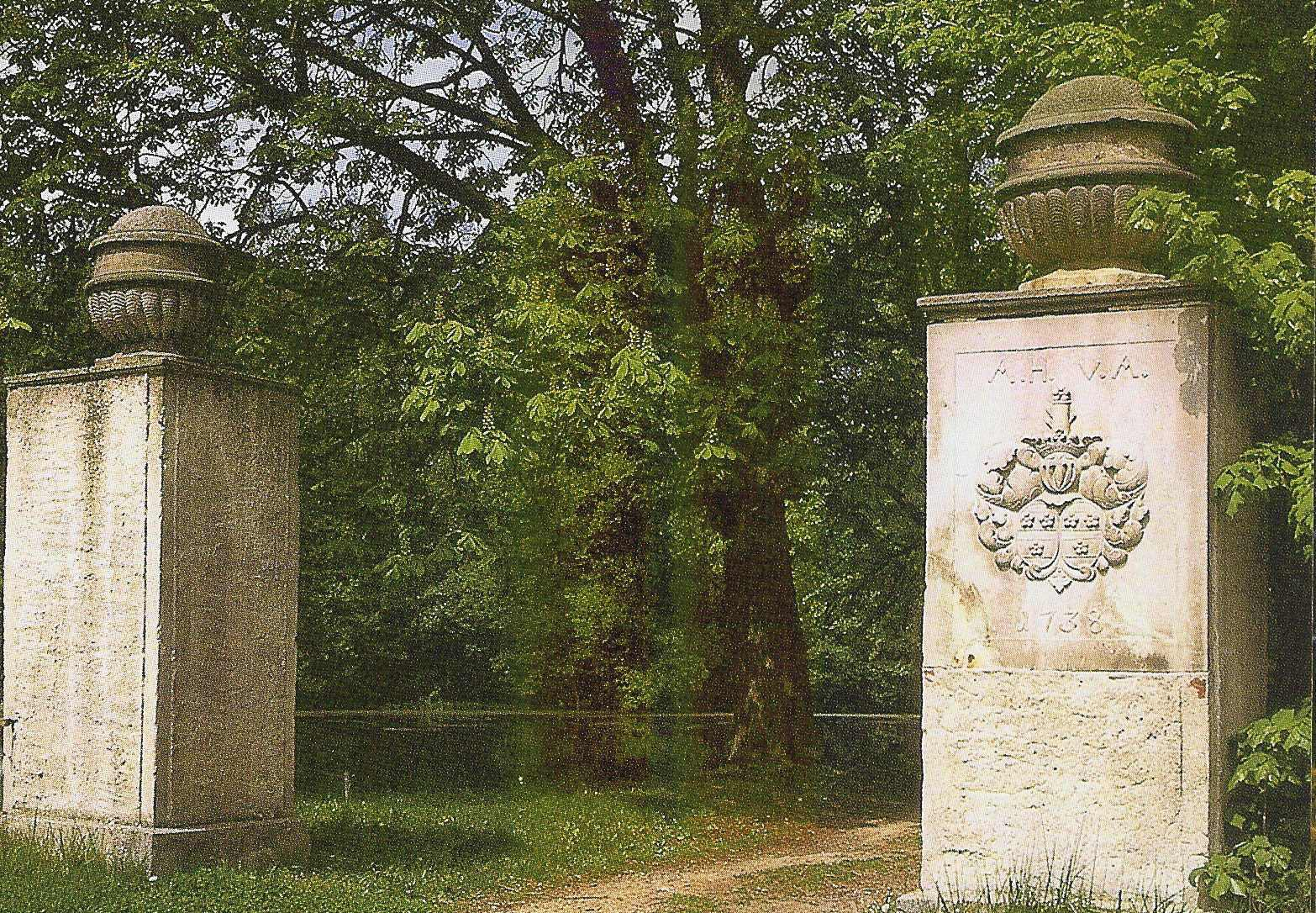
Toegangspoort tot het landgoed (datum afbeelding onbekend)

Het plaatsje wordt gekenmerkt door een groot, oud landgoed (Rittergut). Dat bestaat zeker al sinds 1420. Het werd lange tijd bewoond door de Heren van Alvensleben. Dit sinds het eind van de 12e eeuw bestaande, Pruisische adellijke geslacht bracht in de 18e en 19e eeuw enige hoge officieren en bestuursambtenaren voort. Het in het midden van het Zichtauer dorpswapen afgebeelde schild is aan het familiewapen van de Von Alvenslebens ontleend. Van het landhuis is vrijwel niets bewaard gebleven. Enkele bijgebouwen staan er nog, en huisvesten een cultuur-, evenementen- en congrescentrum.
De dorpskerk van Zichtau, oorspronkelijk daterend uit 1589, werd in 1779 zeer ingrijpend verbouwd. Binnen zijn talrijke grafmonumenten e.d. van leden van het geslacht Von Alvensleben aanwezig.